# Bloomfield (Iowa)
Bloomfield és una població dels Estats Units a l'estat d'Iowa. Segons el cens del 2000 tenia 2.601 habitants.

## Demografia
Segons el cens del 2000, Bloomfield tenia 2.601 habitants, 1.123 habitatges, i 668 famílies. La densitat de població era de 442,4 habitants per km².
Dels 1.123 habitatges en un 25,6% hi vivien nens de menys de 18 anys, en un 49,9% hi vivien parelles casades, en un 7,3% dones solteres, i en un 40,5% no eren unitats familiars. En el 36% dels habitatges hi vivien persones soles el 21,3% de les quals corresponia a persones de 65 anys o més que vivien soles. El nombre mitjà de persones vivint en cada habitatge era de 2,18 i el nombre mitjà de persones que vivien en cada família era de 2,84.
Per edats la població es repartia de la següent manera: un 20,8% tenia menys de 18 anys, un 7,5% entre 18 i 24, un 23,8% entre 25 i 44, un 21,5% de 45 a 60 i un 26,5% 65 anys o més.
L'edat mediana era de 43 anys. Per cada 100 dones de 18 o més anys hi havia 77,4 homes.
La renda mediana per habitatge era de 31.471 $ i la renda mediana per família de 44.073 $. Els homes tenien una renda mediana de 25.260 $ mentre que les dones 23.686 $. La renda per capita de la població era de 17.962 $. Entorn del 3,9% de les famílies i el 8,6% de la població estaven per davall del llindar de pobresa.

## Poblacions més properes
El següent diagrama mostra les poblacions més properes.